# Duguay-Trouin (1923)
Pour les autres navires du même nom, voir Duguay-Trouin.
Le Duguay-Trouin est un croiseur léger de classe Duguay-Trouin, dite de « 7 500 tonnes ». Il sera en service dans la Marine nationale française de 1923 à 1952. Il est le premier navire important mis en chantier en France après la Première Guerre mondiale et servira pendant la Seconde Guerre mondiale et la guerre d'Indochine. Il doit son nom au corsaire malouin René Duguay-Trouin (1673-1736).

## Construction et lancement

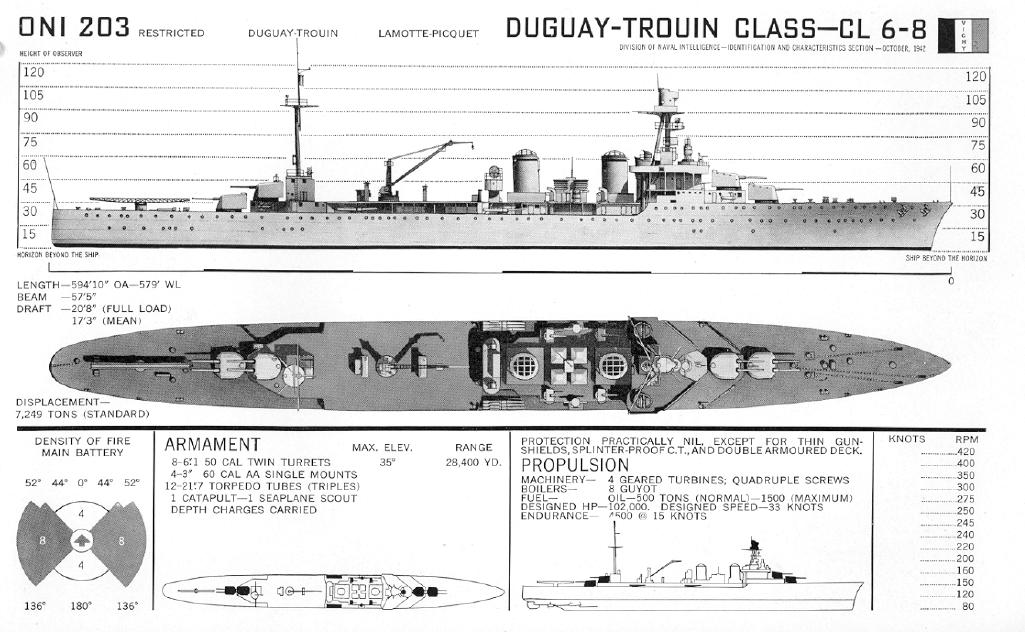

Mis sur cale en août 1922 à Brest. Il est lancé sur la cale du Point du Jour le 14 août 1923, pour entrer en service en septembre 1926. Excellent « marcheur », il avait une parfaite tenue à la mer. Aux essais, à pleine charge, il sera capable de tenir 30 nœuds de moyenne pendant 24 heures à demi-puissance (encore capable de près de 30 nœuds, sans forcer en 1949).

## Carrière
Sa carrière fut une des plus longues des navires de l'époque. Mis en service le 15 février 1927. Lancé le 4 août 1922, le Duguay-Trouin fut la première grande unité mise sur quille en France après la Première Guerre mondiale. Il est entré en service actif le 2 novembre 1926 puis a été affectée au 2e Escadron et basé à Brest.
En 1929, il devient navire amiral de la 3e division légère en Méditerranée et, en 1931, il entreprend une longue croisière en Indochine, alors colonie française. Le Duguay-Trouin revient au 2e Escadron à Brest en 1932, cette fois en tant que vaisseau amiral, y restant jusqu'en 1935.
En 1936, il participe à l'effort international de sauvegarde de la navigation en Méditerranée sur fond de guerre civile espagnole. Pour l'occasion, le haut de ses tourelles supérieures a été peint dans les couleurs Bleu-Blanc-Rouge, pour faciliter l'identification et éviter les attaques des belligérants.
En 1936, il devient navire-école d'artillerie. L'année suivante, il est modernisé, doté notamment d'une artillerie anti-aérienne renforcée. En 1938, il était sous le commandement du capitaine Trolley de Prévaux.
Il commence sa carrière militaire en 1939-1940 à Dakar (Sénégal) dans une escadre franco-britannique constituée pour rechercher les « cuirassés de poche » allemands qui mène une guerre de course contre les navires de commerce en l'Atlantique. Il fait partie de la Force X, aux ordres de l'amiral Godfroy, basée à Alexandrie, pour coopérer avec la Mediterranean Fleet contre la marine italienne. Lorsque le Gouvernement britannique lance l'Opération Catapult pour s'assurer le contrôle des navires de guerre français, le 3 juillet 1940, un accord local peut être trouvé entre l'amiral Godefroy et l'amiral Andrew Cunningham, qui aboutit à une démilitarisation sur place de l'escadre française dont le mazout est vidangé, le Dugay-Trouin est « interné » à Alexandrie en juin 1940 avec la Force X.
La Force X ne rallie les Alliés qu'à la fin mai 1943, et rejoint Dakar, le 3 septembre 1943, en passant par le canal de Suez et le tour de l'Afrique par le cap de Bonne-Espérance. Après une première modernisation effectuée à Casablanca en septembre 1943, il reprend le combat au côté des allies et effectue de nombreuses patrouilles dans l'Atlantique. En mars 1944 il transporte des troupes entre Alger, Ajaccio, Oran et Naples. En août-septembre 1944, il participe au débarquement de Provence, puis aux opérations de bombardement le long des côtes italiennes jusqu'en avril 1945 et, en Algérie française, au bombardement du cap Aokas, le 10 et le 11 mai 1945 dans la répression des « évènements de Sétif ».
Le 28 mai 1947, au début de la guerre d'Indochine, il quitte Toulon, à destination de Diego-Suarez. Le 13 novembre 1947, il arrive à Saïgon. De 1948 à octobre 1951, il sert d'appui feu et de soutien aux Commandos de débarquement. Il est alors le navire amiral de la division Navale d'Extrême Orient en Indochine.
Le 22 octobre 1951, il quitte Saïgon pour Toulon, où il est désarmé le 29 mars 1952.

## Caractéristiques
Modernisation en 1944 : 6 canons de 40 mm et 20 canons de 20 mm et 1 radar SF-1 ont été embarqués.

## Galerie

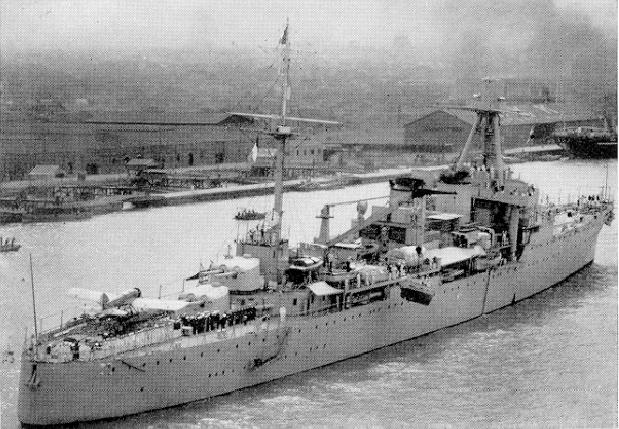
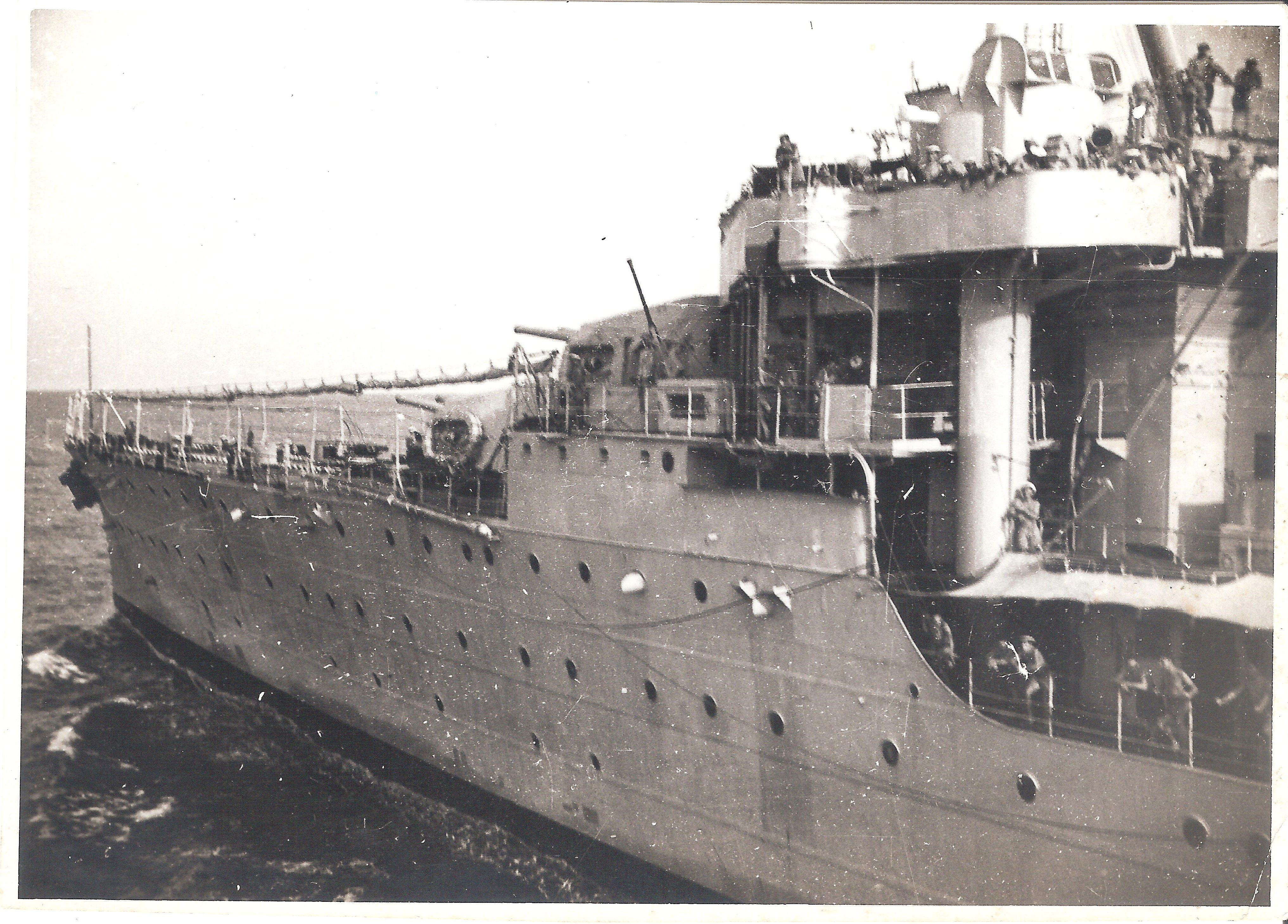
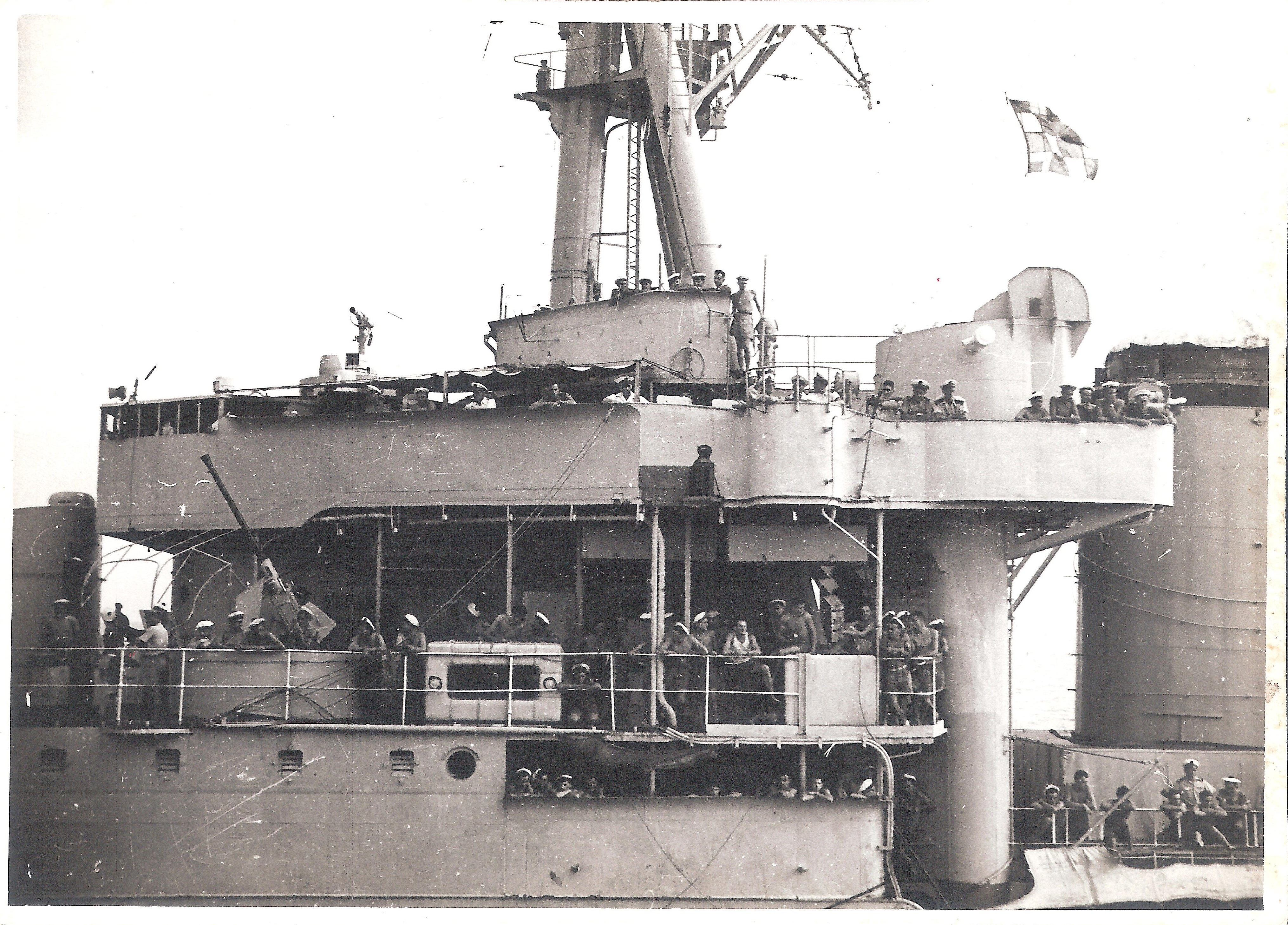
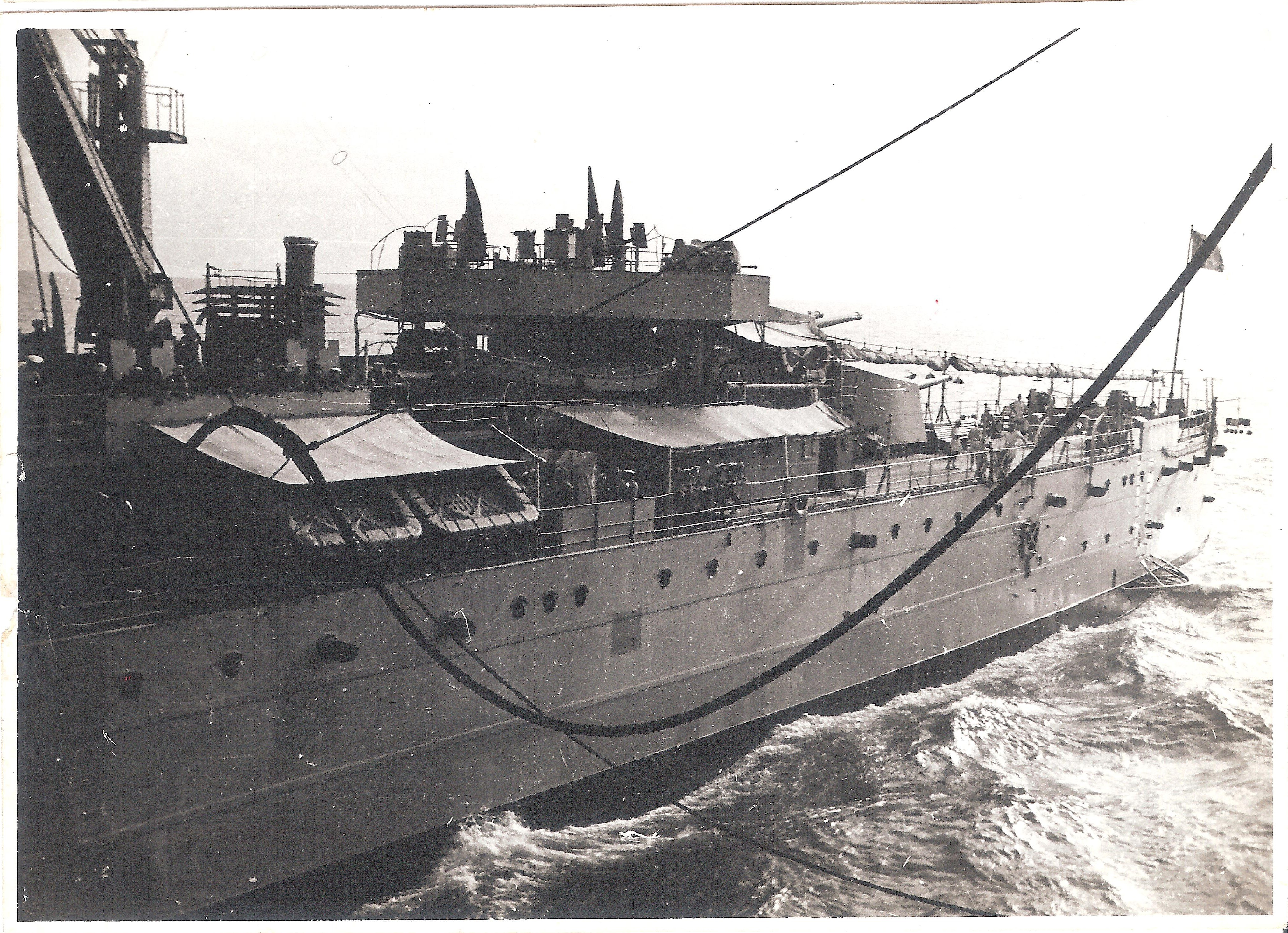
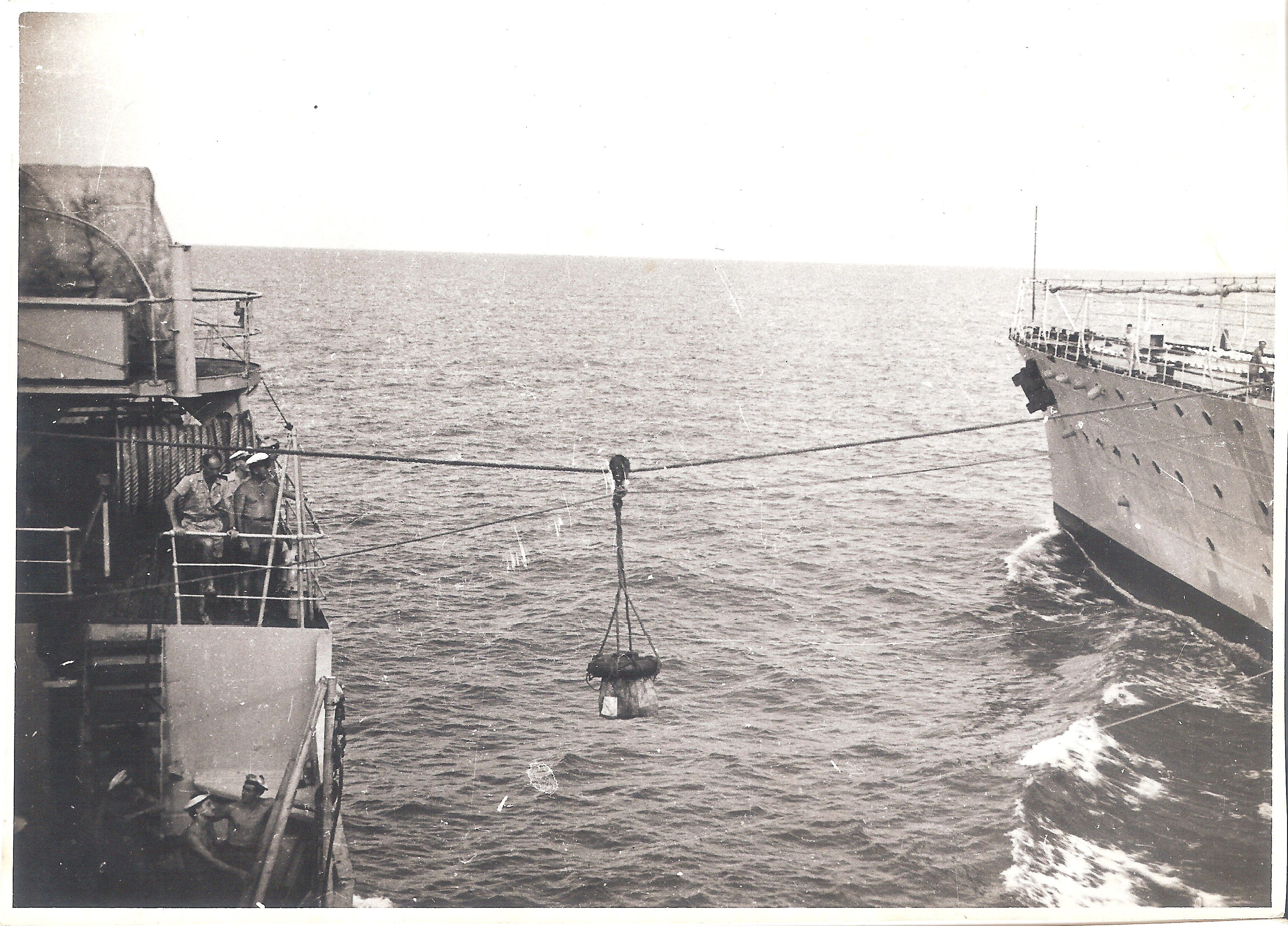
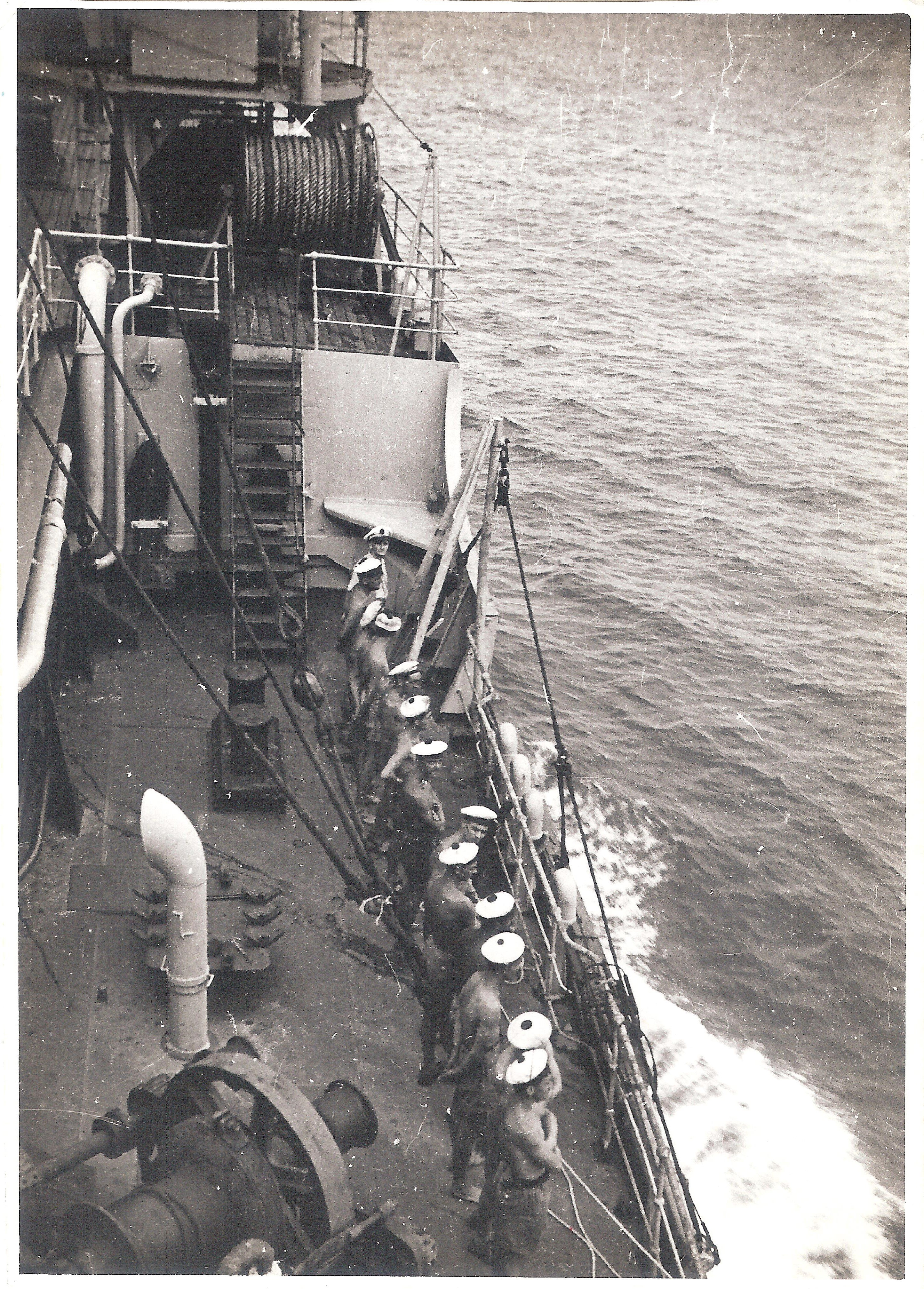